# Siri Nordby
Siri Nordby (4 de agosto de 1978) é uma ex-futebolista norueguesa que atua como defensora.

## Carreira
Siri Nordby integrou o elenco da Seleção Norueguesa de Futebol Feminino, nas Olimpíadas de 2008. 